# Symplocos buxifolia
Symplocos buxifolia är en tvåhjärtbladig växtart som beskrevs av Otto Stapf. Symplocos buxifolia ingår i släktet Symplocos och familjen Symplocaceae. Inga underarter finns listade i Catalogue of Life.